# 清運寺

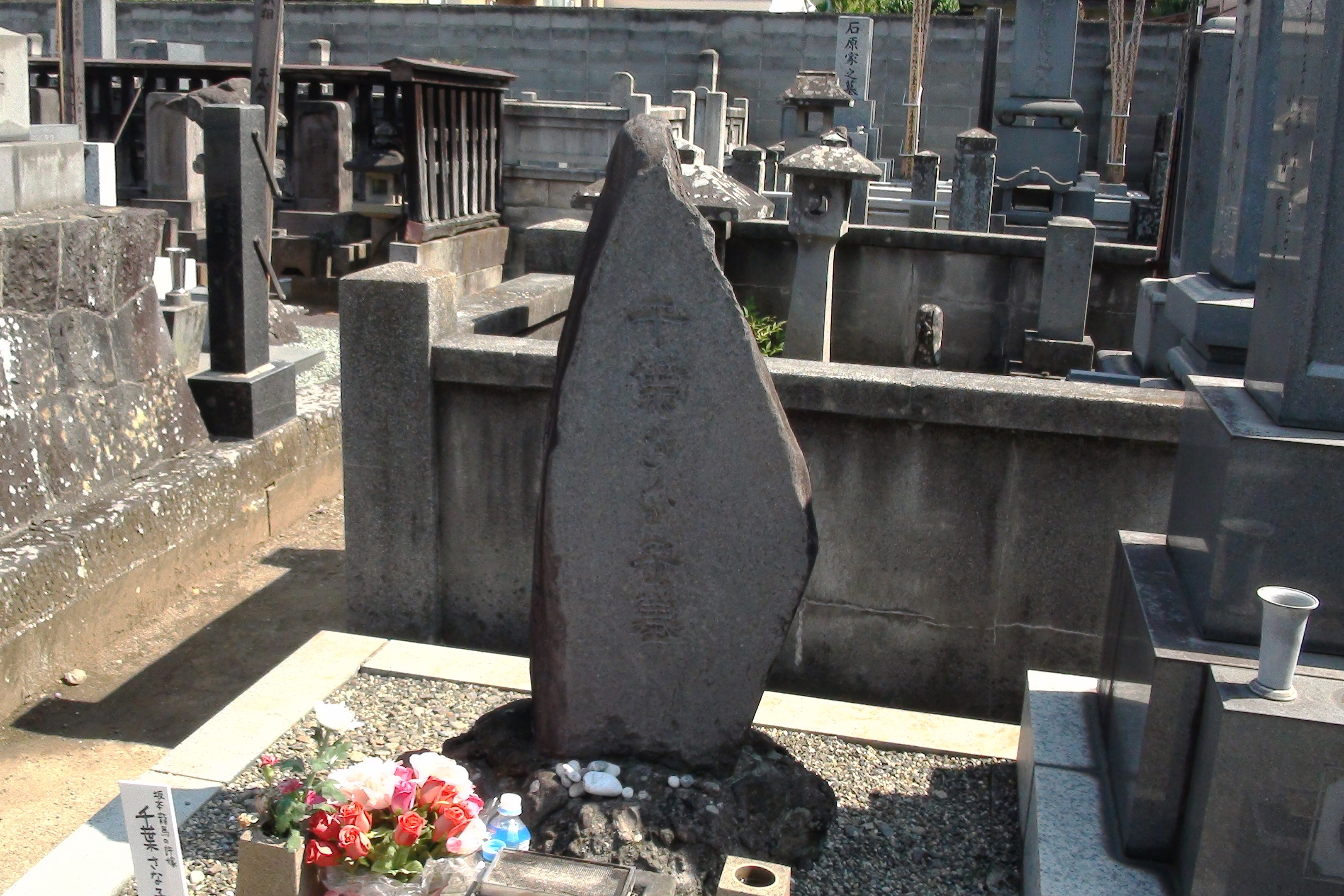
千葉さな子の墓

清運寺（せいうんじ）は、山梨県甲府市朝日にある日蓮宗の寺院。山号は妙清山。境内には坂本龍馬の許婚千葉さな子の墓がある。旧本山は市の瀬妙了寺、通師法縁。

## 歴史
応長元年（1311年）加賀美遠光の曾孫、秋山与市郎隆晴の邸内に立像釈迦如来を安置し持仏堂を建立した。明応9年（1500年）子孫の宝琳院日賀（秋山孫四郎晴朝）が身延山久遠寺11世日朝に師事し邸を寺に改め開創した。加藤清正、日朝聖人、お産稲荷大明神、三十番神を祀る。

## 参考資料
- 日蓮宗寺院大鑑編集委員会『宗祖第七百遠忌記念出版 日蓮宗寺院大鑑』大本山池上本門寺 (1981年)

## 公式サイト
- 公式ウェブサイト（日本語）

## 関連人物
- 太宰治　昭和13年（1938年）頃清運寺に参道に面した下宿「寿館」に居住した。

座標: 北緯35度40分21.3秒 東経138度33分54.8秒 / 北緯35.672583度 東経138.565222度